# Milán-San Remo 1979
La Milán-San Remo 1979 fue la 70.ª edición de la Milán-San Remo. La carrera se disputó el 17 de marzo de 1979, siendo el vencedor final el belga Roger de Vlaeminck, que se impuso al sprint en la meta de Sanremo. Era la tercera victoria del palmarés de De Vlaeminck en la clásica italiana. 

## Clasificación final
| Posición | Ciclista            | Equipo                     | Tiempo    |
| -------- | ------------------- | -------------------------- | --------- |
| 1        | Roger de Vlaeminck  | Gis Gelati                 | 7h 5' 44" |
| 2        | Giuseppe Saronni    | Scic-Bottecchia            | m. t.     |
| 3        | Knut Knudsen        | Bianchi-Faema              | m. t.     |
| 4        | Francesco Moser     | Sanson-Luxor TV            | m. t.     |
| 5        | Giuseppe Martinelli | San Giacomo-Mobilificio    | m. t.     |
| 6        | Luciano Borgognoni  | CBM Fast-Gaggia            | m. t.     |
| 7        | Bernard Hinault     | Renault-Gitane-Campagnolo  | m. t.     |
| 8        | Daniel Willems      | Ijsboerke-Warncke Eis-Gios | m. t.     |
| 9        | Giovanni Mantovani  | Inoxpran                   | m. t.     |
| 10       | Mario Beccia        | Mecap-Hoonved              | m. t.     |